# Hans Sebald Beham

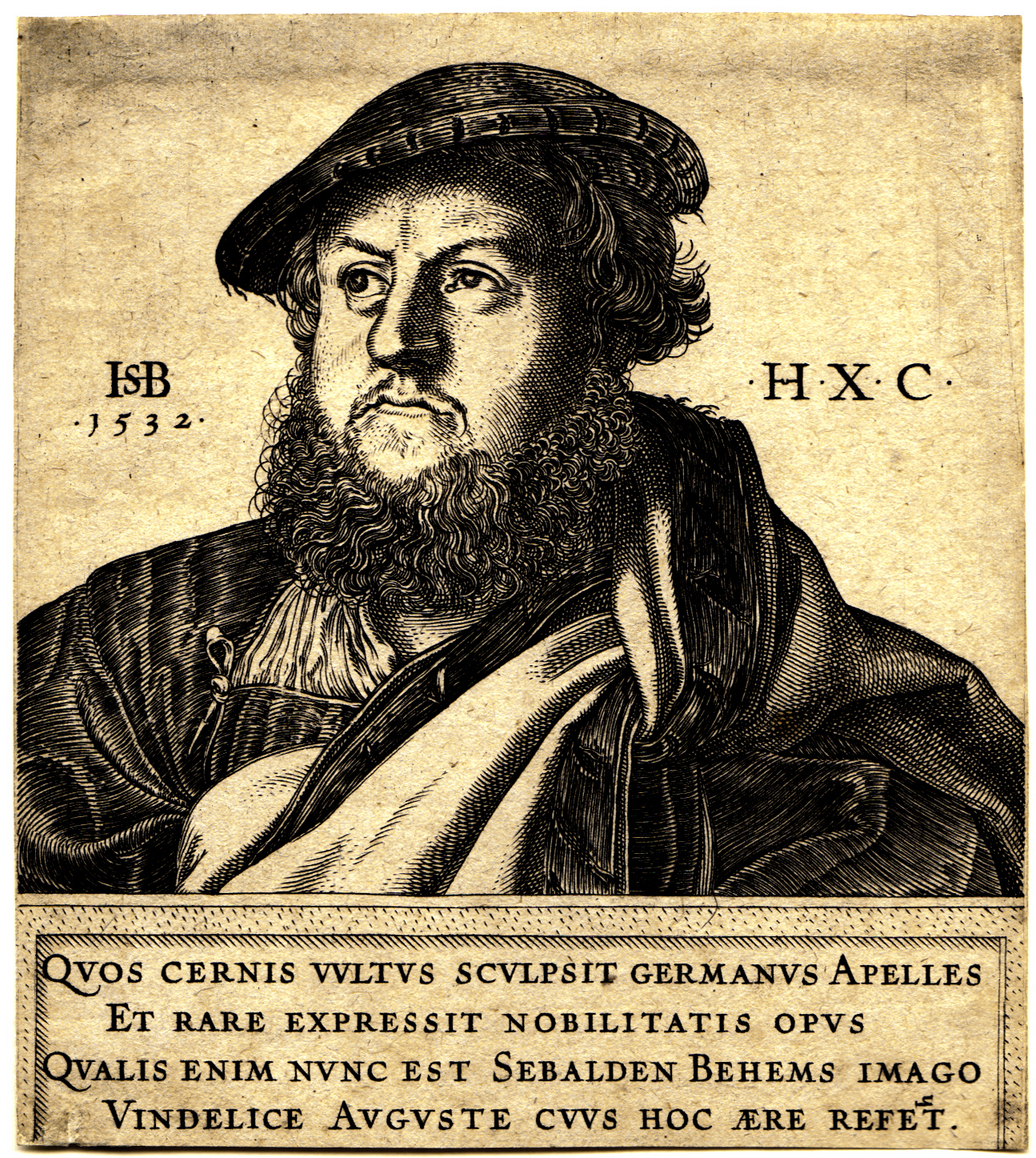
Sebald Beham

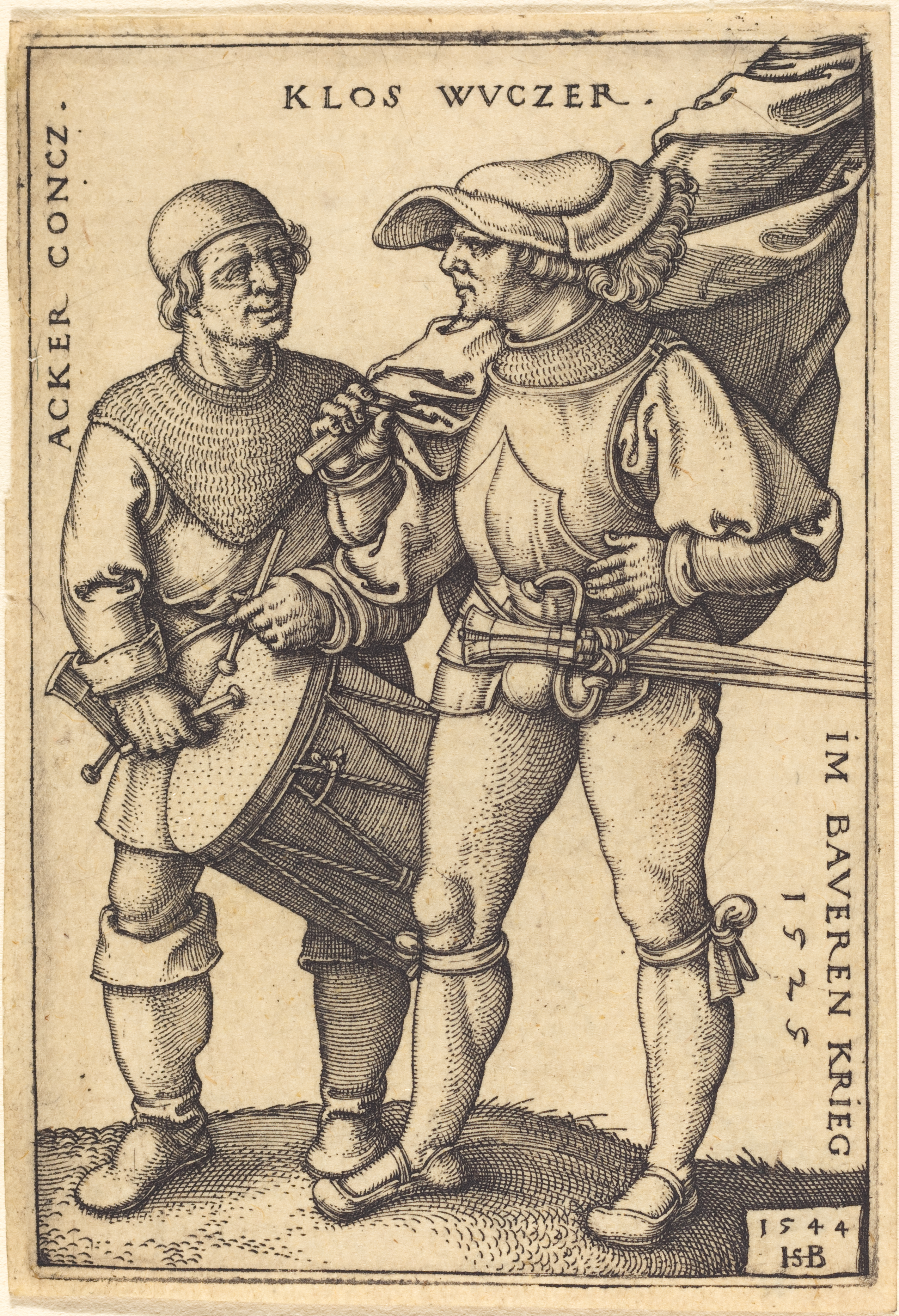
Acker Concz und Klos Wuczer (Graphik)

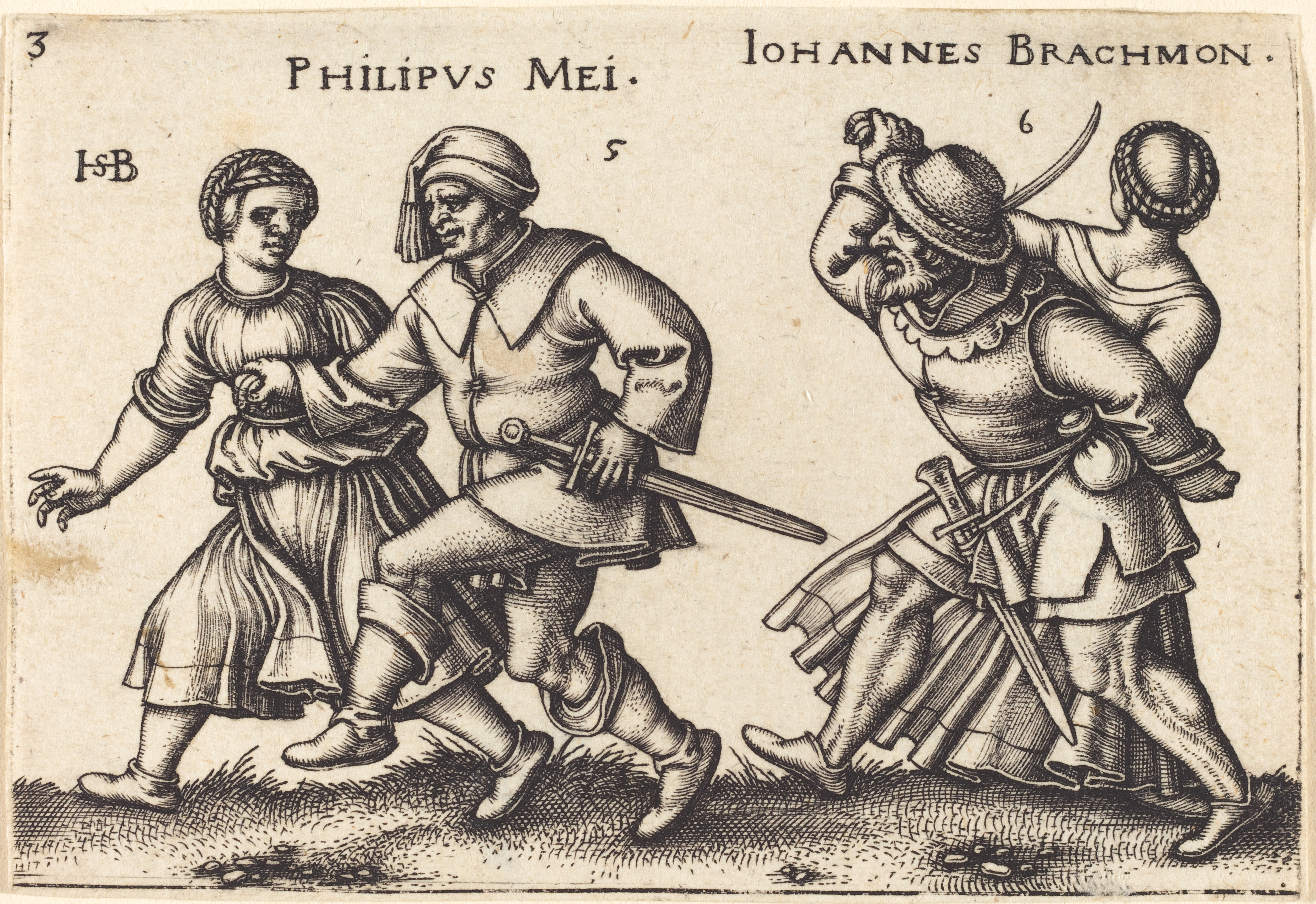
Die Monate Mai und Juni

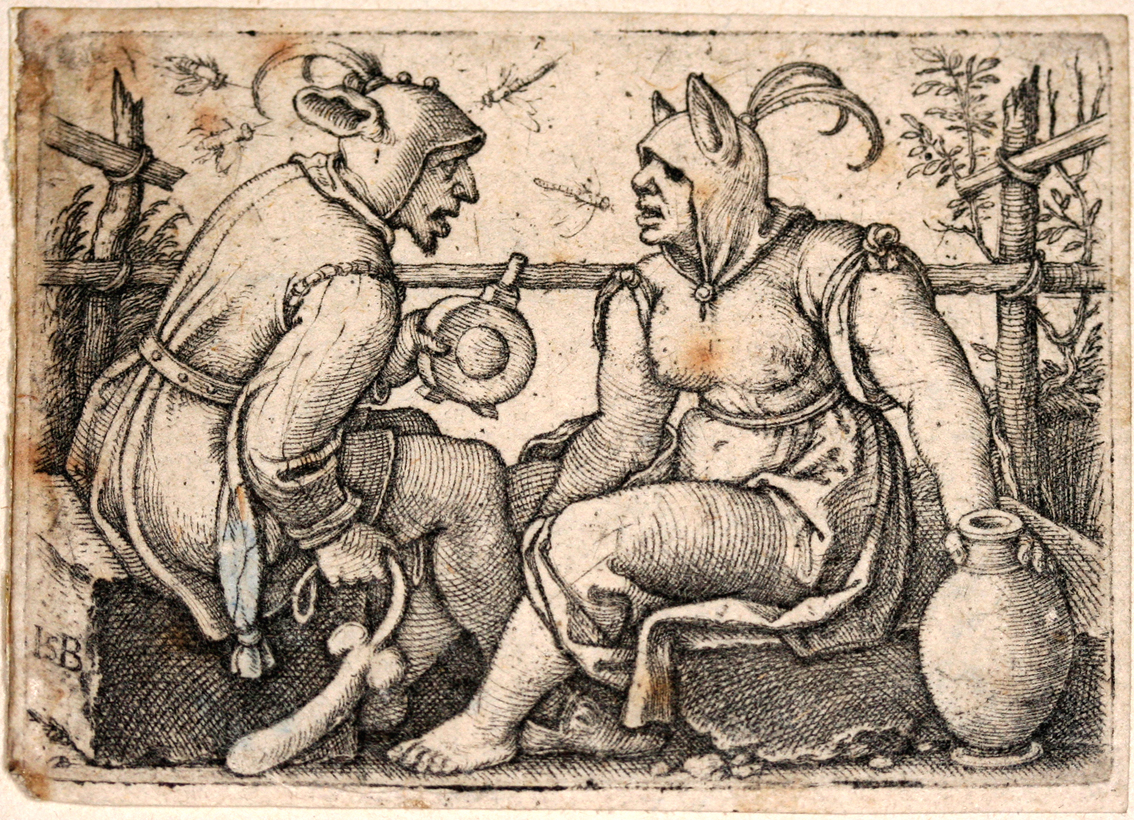
Narr und Närrin

Hans Sebald Beham (* 1500 in Nürnberg; † 22. November 1550 in Frankfurt am Main) war ein bedeutender Maler und Kupferstecher.

## Leben
Sebald Beham war der ältere Bruder Barthel Behams. Sein erster Vorname Hans, der nach der Form seines Monogramms  angenommen wird, das eine ligatur eines I (J) oder vielmehr H mit dem B darstellt, ist in den zeitgenössischen Quellen nicht nachweisbar aber naheliegend. Über die Ausbildung der beiden Maler und Kupferstecher sind ebenfalls keine zeitgenössischen Quellen erhalten. Durch die künstlerische Nähe zu Albrecht Dürer wird in der Sekundärliteratur vermutet, dass die Brüder Beham ihre Ausbildung in der Werkstatt Dürers erhielten.
1524, nach einem Aufenthalt Thomas Müntzers in Nürnberg, sympathisierten er, sein Bruder Barthel und Georg Pencz, ein weiterer Geselle Dürers, mit dem religiös und politisch radikalen Flügel der Reformation. Die drei „gottlosen Maler“ wurden zusammen mit anderen Angeklagten, unter ihnen der Schulmeister Hans Denck (1495–1527) festgenommen und im Januar 1525 vor Gericht gestellt. Der Rat ließ relative Milde walten und verbannte die Künstler im Einvernehmen mit der Geistlichkeit lediglich aus der Stadt Nürnberg.
Sebald Beham durfte schon Ende 1525 nach Nürnberg zurück und verließ die Stadt Ende 1529 aus eigenen Stücken. In den Jahren 1530 und 1531 arbeitete er unter anderem für Kardinal Albrecht von Mainz. Um 1532 siedelte er nach Frankfurt am Main über, wo er 1540 das volle Bürgerrecht erhielt. In Frankfurt schuf er zahlreiche Vorlagen für Holzschnitte (Bibeln und Chroniken) und trat als Kupferstecher und Entwurfszeichner für Holzschnitte hervor. Von ihm sind etwa 270 Kupferstiche und 300 Holzschnitte erhalten.

## Werke (Auswahl)
Druckgraphik:
- Taten des Hercules, zwölf Kupferstiche, ca. 50 × 80 mm, u. a. Universitätsbibliothek Erlangen

### Gemälde
- Die Gerechtigkeit, eine sitzende nackende Frau; sie hält ihre Attributen in den Händen.[2]

## Ausstellung
- 2011: Die gottlosen Maler von Nürnberg – Sebald und Barthel Beham, Albrecht-Dürer-Haus, Nürnberg